# AEG C.I
Die AEG C.I (KZ9) war 1915 das erste bewaffnete Flugzeugmodell der AEG. Sie war ein zweisitziges Aufklärungsflugzeug und bis auf den Motor und die Bewaffnung baugleich mit der AEG B.II. Die C.I war ein zweistieliger Doppeldecker mit einem Sechszylinder-Reihenmotor Benz Bz III.
Das Flugzeug war mit einem drehkranzlafettierten Maschinengewehr am Beobachtersitz ausgerüstet.

## Technische Daten AEG C.I
| Kenngröße                                 | Daten                                                            |
| ----------------------------------------- | ---------------------------------------------------------------- |
| Besatzung                                 | 2 (Pilot und Beobachter/Schütze)                                 |
| Länge                                     | 7,80 m                                                           |
| Spannweite                                | 13,07 m                                                          |
| Flügelfläche                              | 41,00 m²                                                         |
| Leermasse                                 | 710 kg                                                           |
| Startmasse                                | 1.125 kg                                                         |
| wassergekühlter Sechszylinder-Reihenmotor | Benz Bz III oder Mercedes D III, 150 PS (ca. 110 kW)             |
| Höchstgeschwindigkeit                     | 130 km/h in NN                                                   |
| Steigzeit auf 1000 m                      | 4:30 min                                                         |
| Flugdauer                                 | 4 h                                                              |
| Bewaffnung                                | 1 7,92-mm-Parabellum-MG (selten Bergmann MG 15nA mit 550 Schuss) |